# Кристал-ду-Сул
Кристал-ду-Сул (порт. Cristal do Sul) — муниципалитет в Бразилии, входит в штат Риу-Гранди-ду-Сул. Составная часть мезорегиона Северо-запад штата Риу-Гранди-ду-Сул. Входит в экономико-статистический микрорегион Фредерику-Вестфален. Население составляет 2765 человек на 2006 год. Занимает площадь 97,716 км². Плотность населения — 28,3 чел./км².

## Статистика
- Валовой внутренний продукт на 2003 составляет 28 603 516,00 реалов (данные: Бразильский институт географии и статистики).
- Валовой внутренний продукт на душу населения на 2003 составляет 10 161,11 реалов (данные: Бразильский институт географии и статистики).
- Индекс развития человеческого потенциала на 2000 составляет 0,704 (данные: Программа развития ООН).